# Amorphoscelis papua
Amorphoscelis papua är en bönsyrseart som beskrevs av Werner 1923. Amorphoscelis papua ingår i släktet Amorphoscelis och familjen Amorphoscelidae. Inga underarter finns listade i Catalogue of Life.